# 高柳俊一
高柳 俊一（たかやなぎ しゅんいち、1932年3月31日 - 2022年7月28日）は、日本の英文学者・神学者。上智大学名誉教授。

## 略歴
新潟県生まれ。1954年上智大学文学部英文科卒業。1954‐1958年米国留学、フォーダム大学大学院から博士号を受ける。1966年-1970年ドイツのザンクト・ゲオルゲン神学院にて神学研究、神学修士号を受け、カトリック司祭に叙階される。上智大学文学部英文学科教授を務め、キリスト教神学、T・S・エリオットなど英文学について多く著作を行う。
2022年にイエズス会ロヨラハウスにて前立腺がんで帰天する。

## 著書
- 『人間と都市』産業能率短期大学出版部 1974年
- 『現代人の神学 キリスト論的素描』新教出版社 1974年
- 『ユートピアと都市 黙示思想の系譜』産業能率短期大学出版部 1975年
- 『都市の思想史 近代的市民像の源流』産業能率短期大学出版部 1975年
- 『精神史のなかの英文学 批評と非神話化』南窓社 1977年12月
- 『英文学入門』大修館書店 1982年11月
- 『ユートピア学事始め』福武書店 1983年3月
- 『T・S・エリオット研究 都市の詩人/詩人の都市』南窓社 1987年1月
- 『T.S.エリオットの比較文学的研究』南窓社 1988年3月
- 『聖書を読む 1 マタイによる福音書』筑摩書房(こころの本)　1988
- 『T.S.エリオットの思想形成』南窓社 1990年2月
- 『知恵文学を読む』筑摩書房(こころの本)　1990
- 『カール・ラーナー研究 根底化と希望の思想形成』南窓社 1993年3月
- 『英文学とキリスト教文学』創文社(長崎純心レクチャーズ)　2009

### 共編著
- 『都市の神学』新教出版社(今日のキリスト教双書) 1977
- 『受容の軌跡 西欧思潮と近代日本』 南窓社 1979年3月
- 『キリストの体験』 南窓社(聖書研究叢書)　1979
- 『キリストを示す パウロ思想を中心にして』南窓社(聖書研究叢書)　1980
- 『近代文学のなかのキリスト教』 南窓社 1981年12月
- 『福音書の中のイエスス・キリスト』 南窓社(聖書研究叢書)　1982
- 『聖書の神と人』 南窓社(聖書研究叢書)　1983
- 『スタンダード英語講座 第10巻 英文学の世界』中野記偉共著 大修館書店 1985年3月
- 『神の福音に応える民』 リトン 1994年11月
- 『聖書における人物像』 リトン 1995年11月
- 『聖書のドラマに登場する人物』 リトン 1996年11月
- 『聖書における諸宗教との出会い』 リトン 1997年11月
- 『救いの歴史の物語 聖書の語りと賛美』 リトン 1998年11月
- 『聖書における恵みと平和と賛美』 リトン 1999年11月
- 『主の恵みを見る 聖書における「見る」と「聞く」』 リトン 2000年11月
- 『聖書における感情』 リトン 2001年11月
- 『新約聖書のこころ 福音書が物語るイエスの生涯』加山久夫,加藤常昭,石川康輔共著 キリスト新聞社 2005年8月
- 『キリスト教の歴史 2 宗教改革以降』(宗教の世界史 9)松本宣郎共編 山川出版社 2009年8月
- 『モダンにしてアンチモダン T・S・エリオットの肖像』佐藤亨,野谷啓二,山口均共著 研究社 2010年11月

### 翻訳
- ウォルター・J.オング『生への闘争  闘争本能・性・意識』橋爪由美子共訳 法政大学出版局(叢書・ウニベルシタス)　1992
- J.マッコニカ『エラスムス』河口英治共訳 教文館(コンパクト評伝シリーズ) 1994
- G.ホームズ『ダンテ』光用行江共訳 教文館 1995年4月 (コンパクト評伝シリーズ) 1995
- A.ケニー『トマス・アクィナス』藤野正克共訳 教文館 1996年10月 (コンパクト評伝シリーズ) 1996
- A.E.マクグラ『宗教改革の思想』教文館 2000年10月
- ノースロップ・フライ『神話とメタファー エッセイ1974-1988』法政大学出版局(叢書・ウニベルシタス　2004
- L.S.カニンガム『聖人崇拝』教文館(コンパクト・ヒストリー)　2007

## 記念論集
- 『伝統と革新』高柳俊一先生古希記念論文集刊行委員会 研究社 2002年3月

## 監修
- 『上智英文90年』上智大学文学部英文学科同窓会 (編集), 巽孝之 (監修) 彩流社 2018年5月